# 마리안 드러굴레스쿠
마리안 드러굴레스쿠(루마니아어: Marian Drăgulescu, 1980년 12월 18일~)는 루마니아의 전직 체조 선수이다. 올림픽에 6회 연속으로 참가하여 은메달 1개, 동메달 2개를 획득했으며 세계 선수권 대회에서 금메달 8개, 은메달 2개, 유럽 선수권 대회에서 금메달 10개, 은메달 6개, 동메달 2개를 획득했다.  그는 2005년에 BTA 발칸 최우수 선수로 선정되었다.